# Erebia nero
Erebia nero är en fjärilsart som beskrevs av Otto Staudinger 1894. Erebia nero ingår i släktet Erebia och familjen praktfjärilar. Inga underarter finns listade i Catalogue of Life.